# Brachycyrtus convergens
Brachycyrtus convergens là một loài tò vò trong họ Ichneumonidae.